# Laccophilus univittatus
Laccophilus univittatus är en skalbaggsart som beskrevs av Régimbart 1892. Laccophilus univittatus ingår i släktet Laccophilus och familjen dykare. Inga underarter finns listade i Catalogue of Life.